# R̦

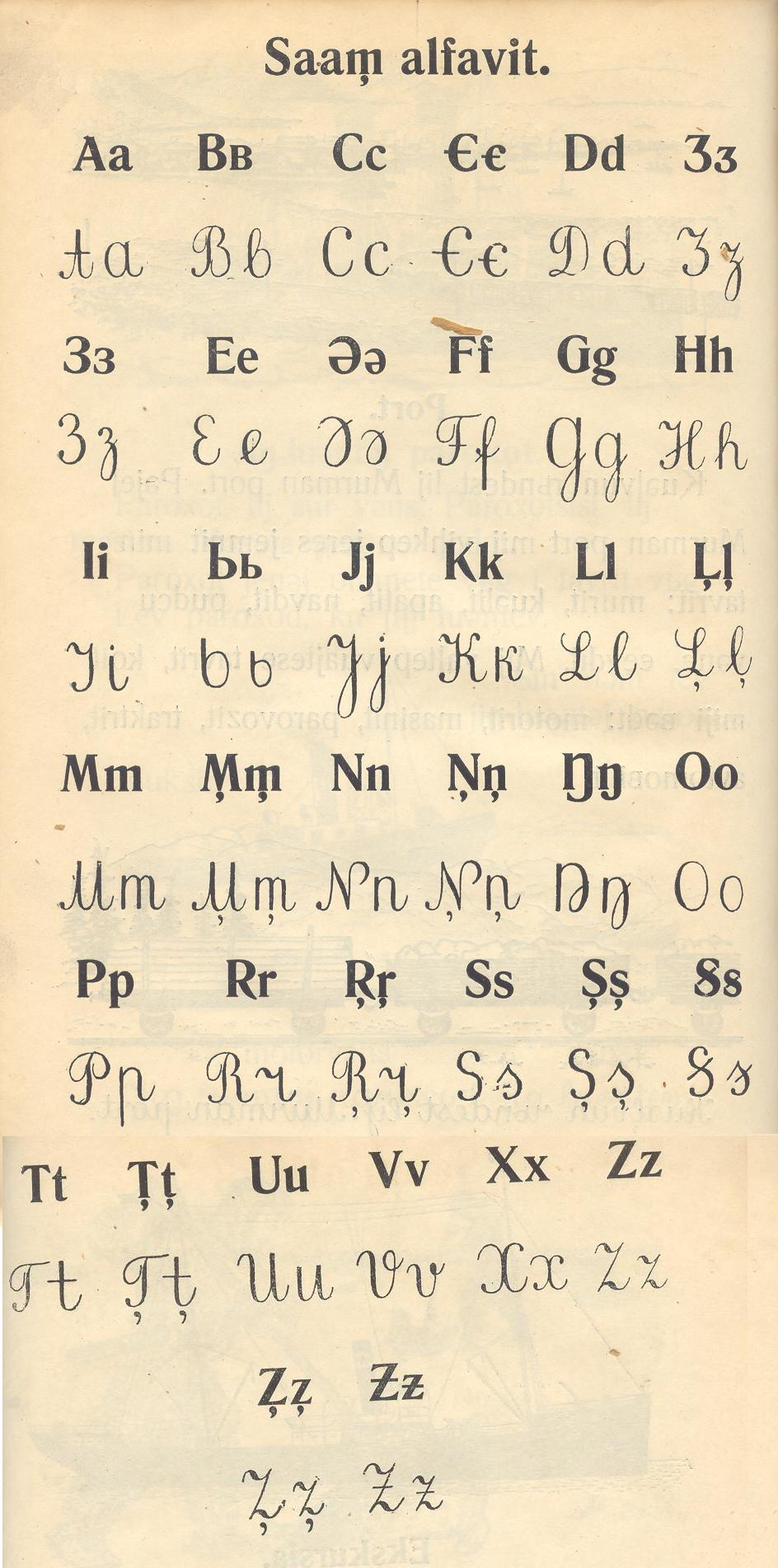
Das kildinsamische Alphabet von 1933 verwendete ebenfalls den Buchstaben R mit Komma.

R̦ r̦ (r mit Unterkomma) ist ein Buchstabe im heute nicht mehr gebräuchlichen lateinischen Alphabet des Kildinsamischen. Der Buchstabe repräsentiert einen palatalisierten Laut ([rʲ]).